# Катии
Катиите (на латински: gens Catia) са плебейска фамилия от Древен Рим.
Произлизат от племето вестини в днешен Абруцо.
Известни от фамилията:
- Квинт Катий, плебейски едил 210 пр.н.е.[1]
- Гай Катий, военен трибун при Марк Антоний през 43 пр.н.е. [2]
- Катий, философ от инсубрите; освободен от този gens.
- Катия, за нея пише Хораций.[3]
- Тиберий Катий Асконий Силий Италик, поет и консул 68 г.[4]
- Катий Крисп, споменат от стария Сенека.[5]
- Тиберий Катий Цезий Фронтон, суфектконсул 96 г. [6][7][8]
- Гай Катий Марцел, суфектконсул 153 г.
- Катий Лепид, суфектконсул, приятел на младия Плиний.[9]
  - Секст Катий Клементин Присцилиан, консул 230 г.[10]
- Публий Катий Сабин, за втори път консул 216 г., по време на Каракала.[11]
  - Луций Катий Целер, суфектконсул 241 г.
  - Катий Клемент, легат на Кападокия
- Катия Клементина, съпруга на Ялий Бас и майка на Иалия Клементина.[12]